# Данилово (городской округ Домодедово)
Данилово — деревня в городском округе Домодедово Московской области.

## География
Находится в южной части Московской области на расстоянии приблизительно 6 км на юго-запад по прямой от железнодорожной станции Домодедово.

## История
Известно с 1622 года, когда считалось погибшим в смутное время, в 1629 году упоминалась как сельцо.

## Население
Постоянное население составляло 17 человек в 2002 году (русские 100 %), 18 в 2010.